# Nathalie Loubele
Nathalie Loubele (25 januari 1967) is een Belgische voormalige atlete, die gespecialiseerd was in de middellange en lange afstand. Ze werd driemaal Belgisch kampioene.

## Loopbaan
Loubele behaalde in 2003 een bronzen medaille op het Belgisch kampioenschap halve marathon. Met deze prestatie dwong ze een selectie af voor het WK te Vilamoura. Ze eindigde zesenvijftigste. In 2005 werd ze voor het eerst Belgisch kampioene op deze afstand. In 2010 en 2011 werd ze Belgisch indoorkampioene op de 1500 m.
Loubele begon op haar achttiende bij Royal Cercle Athlétique de Spa, stapte over naar RFC Luik en nadien naar Athlétic Club Bertrix Basse Semois. Ze sloot haar carrière af bij Athlétic Club Dampicourt. In 2016 stopte ze met atletiek.

## Belgische kampioenschappen
Outdoor
| Onderdeel      | Jaar |
| -------------- | ---- |
| halve marathon | 2005 |

Indoor
| Onderdeel | Jaar       |
| --------- | ---------- |
| 1500 m    | 2010, 2011 |

## Persoonlijke records
Outdoor
| Onderdeel | Prestatie | Datum        | Plaats     |
| --------- | --------- | ------------ | ---------- |
| 1500 m    | 4.28,98   | 11 juli 2010 | Brasschaat |
| 5000 m    | 16.32,34  | 11 juli 2004 | Brussel    |

Indoor
| Onderdeel | Prestatie | Datum            | Plaats |
| --------- | --------- | ---------------- | ------ |
| 1500 m    | 4.36,14   | 20 februari 2011 | Gent   |

Weg
| Onderdeel      | Prestatie | Datum            | Plaats       |
| -------------- | --------- | ---------------- | ------------ |
| halve marathon | 1:20.02   | 7 september 2003 | Sint-Truiden |

## Palmares

### 1500 m
- 2010:  BK AC indoor – 4.37,20
- 2011:  BK AC indoor – 4.36,14
- 2012:  BK AC indoor – 4.41,25
- 2013:  BK AC indoor – 4.43,18

### 5000 m
- 2006:  BK AC – 16.57,73
- 2011:  BK AC – 16.43,06
- 2012:  BK AC – 16.48,20

### halve marathon
- 2003:  BK AC te Sint-Truiden – 1:20.02
- 2003: 53e WK te Vilamoura – 1:21.23
- 2005:  BK AC te Sint-Truiden – 1:20.03

### marathon
- 2004:  Maasmarathon – 2:51.57
- 2004:  Kust Marathon – 2:45.01